# زن بی‌نظیر
زن بی‌نظیر (کره‌ای: 원 더 우먼; لاتین‌نویسی اصلاح‌شده: Won Deo Umeon) یک مجموعهٔ تلویزیونی کره جنوبی سال ۲۰۲۱ به کارگردانی چوی هیونگ-هون و به نویسندگی کیم یون است. در این مجموعه لی هانی، لی سانگ یون، جین سو یون و لی وون-گون ایفای نقش کردند. این مجموعه از ۱۷ سپتامبر تا ۶ نوامبر ۲۰۲۱، روزهای جمعه و شنبه ساعت ۲۲:۰۰ (کی‌اس‌تی) از اس‌بی‌اس پخش شد.